# Conversation sacrée (Cima da Conegliano, Brera)
Cette Conversation sacrée  (décrite en italien comme une Madonna con il Bambino in trono con i Santi Sebastiano, Giovanni Battista, Maria Maddalena e Rocco e membri inginocchiati della Confraternita) du peintre italien Cima da Conegliano est une peinture à technique mixte sur toile (un retable de 301 × 211 cm), datant d'entre 1487 et 1488, et conservée à la Pinacothèque de Brera à Milan. 

## Histoire
Le retable est une commande de la confraternité qui avait la garde de l'autel de Saint-Jean-Baptiste de la cathédrale d'Oderzo, près de Trévise.

## Description
Cette Conversation sacrée est composée d'une Vierge à l'Enfant sur un trône entourée de frères et dévots en prière, avec les saints Sébastien, Jean-Baptiste, Marie Madeleine et Roch reconnaissables à leurs attributs (flèche, peau de chameau, flacon de nard, bubon sur la jambe dénudée).
La Vierge trône au centre sur un piédestal élevé sur fond d'un dais vert. Les saints de son temps (Jean le Baptiste et Marie Madeleine) sont placés immédiatement près du trône ; les figures anachroniques, des saints martyrs comme Sébastien et Roch sont placées en bordure gauche et droite du cadre, mais conservées sur un arc en isocéphalité. Les dévots sont agenouillés de part et d'autre en petites figures dans la partie inférieure du cadre.

## Style
Autant la partie haute de la composition respecte les principes de la Renaissance (un seul espace perspectif architectural à arcades, fond de ciel bleu à nuages, personnages saints tous de la même taille) autant le bas affiche une représentation médiévale et archaïque (foule des dévots en petites tailles, tous de profil rigide, perspective réduite au point de fuite très bas, voire approximative). 